# Zwarte Paard
Zwarte Paard est une localité des Pays-Bas appartenant à la commune de Buren.